# Klaus Wunder
Klaus Wunder (* 13. September 1950 in Erfurt; † 16. Januar 2024 in Hemmingen), auch „Cäsar“ genannt, war ein deutscher Fußballspieler. In der Bundesliga spielte Wunder für MSV Duisburg, den FC Bayern, Hannover 96 und Werder Bremen. Die bei seinem Wechsel zum FC Bayern angefallene Ablösesumme war die bis dahin zweithöchste der Bundesligageschichte. Sein größter Erfolg war der Gewinn des Europapokals der Landesmeister von 1975. Er spielte einmal in der Nationalmannschaft und war Teilnehmer an den Olympischen Spielen von 1972. Der Stürmer mit dem harten Linksfuß galt als eines der größten deutschen Talente seiner Zeit.

## Karriere

### Vereine
Im ostdeutschen Erfurt geboren, siedelte die Familie als Klaus vier Jahre alt war in die Bundesrepublik über und ließ sich in Hannover nieder.
Aus der Jugend der Hannoveraner SG 1874 entstammend schloss er sich 1969 SV Arminia Hannover an für die er in zwei Spielzeiten in der  weiland zweitklassigen Regionalliga Nord antrat und dabei 14 Tore in 46 Partien erzielte.
Zur Saison 1971 erhielt der schnelle, mit einem harten linken Schuss ausgestattete Stürmer (er lief die 100 m in 10,8 Sekunden) einen Profi-Vertrag beim Bundesligisten MSV Duisburg. Am 14. August 1971 (1. Spieltag) gab er seinen Einstand in der höchsten deutschen Spielklasse, als er zur zweiten Halbzeit für Bernard Dietz eingewechselt wurde; dabei gelang ihm auch die Torvorlage zum zwischenzeitlichen 1:1, beim 2:1-Sieg im Heimspiel gegen Borussia Dortmund. Sein erstes Bundesligator, der Treffer zum 1:0 in der 42. Minute, entschied die Begegnung am 11. September 1971 (6. Spieltag) im Auswärtsspiel gegen Rot-Weiß Oberhausen. Seine 17 Tore in der Bundesliga-Saison 1972/73 sind Duisburger Saisonrekord in der höchsten Spielklasse, dabei erzielte er am 18. November 1972 beim 3:2-Heimsieg gegen Eintracht Braunschweig seinen ersten Hattrick im Profifußball. Zwei weitere sollte er für Hannover 96 in der 2. Bundesliga erzielen.
Zur Saison 1974/75 wechselte er für die Ablösesumme von 700.000 Mark, bis dahin nach dem von Jupp Kapellmann 1973 der zweitteuerste Transfer der Bundesligageschichte, zum FC Bayern, der gerade als erster deutscher Verein dreimal hintereinander die Deutsche Meisterschaft und zudem 1974 den Europapokal der Landesmeister gewonnen hatte. Sechs der Spieler der Münchener waren in der Mannschaft die 1974 das Weltmeisterschaftsfinale gewann. Das erste Bundesligaspiel endete mit einem Fiasko: Am 24. August 1974 (1. Spieltag) verlor der FC Bayern München bei Kickers Offenbach mit 0:6. Bereits am 11. und 14. September 1974 (3. und 4. Spieltag) sorgte er mit seinen ersten beiden Toren einmal für die Vorentscheidung beim 2:1-Sieg im Auswärtsspiel gegen den VfB Stuttgart und einmal für den wichtigen Anschlusstreffer zum 2:3 beim 6:3-Sieg im Heimspiel gegen den 1. FC Köln. Die Bayern wurden in der Bundesliga Zehnter, ihre bis dahin schlechteste Platzierung. Wunder, der meist auf Linksaußen eingesetzt wurde, erzielte dabei in 27 Partien, davon 20 über die volle Zeit, vier Tore. Die Bayern verteidigten in Paris aber durch einen 2:0-Finalsieg über Leeds United den Europapokal. Wunder kam dabei in der 42. Minute für den angeschlagenen Uli Hoeneß auf den Platz.
In der Hinrunde der Saison Bundesliga 1975/76 erzielte Wunder noch drei Tore in 16 Spielen für den FC Bayern München und auch im Europapokal der Landesmeister, den Bayern erneut verteidigen sollte, kam er noch auf drei Einsätze. Ab dem 6. Dezember 1975 (17. Spieltag) wechselte er auf Leihbasis zum Aufsteiger Hannover 96, für den er bis zum Saisonende in 16 Bundesligaspielen ein Tor erzielte. Die Hannoveraner schlossen die Liga als Drittletzter ab und mussten in die zweite Liga zurückkehren.
Zu Saisonbeginn 1976/77 wechselte er endgültig zu Hannover 96. In zwei Spielzeiten gelang der Wiederaufstieg trotz Wunders hervorragender Torquote (32 Tore in 59 Spielen) nicht. Zur Saison 1978/79 wechselte er zum Bundesligisten Werder Bremen, für den er 56 Bundesliga- und vier DFB-Pokalspiele bestritt. Mit der 2:5-Niederlage im Auswärtsspiel gegen den VfL Bochum am 31. Mai 1980 (34. Spieltag) endete zum einen Wunders fußballerisches Wirken auf Profi-Ebene, zum anderen die Zugehörigkeit seiner Mannschaft im Oberhaus.
Von 1980 bis 1984 war er beim westfälischen Verbandsligisten FC Gohfeld aktiv, was durch den Möbel-Versandhändler und Hauptsponsoren des Vereins Paul Witte ermöglicht wurde. 1983 wurde Gohfeld Meister der Verbandsliga. Seine Fußballer-Karriere ließ Wunder nach einer weiteren Spielzeit beim Oberligisten TuS Hessisch Oldendorf ausklingen.

### Nationalmannschaft
Wunder, dessen Vater österreichischer Staatsbürger war, bestritt sein einziges Länderspiel am 5. September 1973, als er beim 1:0-Sieg der Nationalmannschaft in Moskau gegen die Sowjetunion in der 64. Minute für Jürgen Grabowski eingewechselt wurde.
Zwischen dem 1970 und 1972 bestritt Wunder 20 Spiele für die deutsche Amateurauswahl.
Beim Fußballturnier der Olympischen Spiele von 1972, wo auch seine Duisburger Mannschaftskameraden Rudi Seliger und Ronnie Worm sowie sein späterer Bayern-Mitspieler Uli Hoeneß dabei waren, nahm er an zwei der sechs Spiele der deutschen Amateurauswahl teil.
Am 7. September 1971, beim 3:1-Sieg in München gegen Bulgarien, erzielte er seine ersten beiden Tore im Nationaltrikot. Für die B-Nationalmannschaft spielte er dreimal in Folge: Am 29. März und 14. November 1972 (2:0-Sieg über Ungarn; in Tatabánya und 3:1-Sieg über die Schweiz in Winterthur) sowie am 30. April 1974 (3:2-Sieg über Schweden; in Kiel). Für die U-23-Nationalmannschaft bestritt er fünf Länderspiele, erstmals am 29. April 1972 in Jerewan bei der 1:3-Niederlage gegen die Auswahl der Sowjetunion, bei der er das einzige Tor erzielte. In seinem dritten Einsatz am 27. März 1973 in Duisburg erzielte er drei Tore beim 5:1-Erfolg über die US-amerikanische Auswahlmannschaft. Sein letztes Spiel für die U-23-Auswahl bestritt er am 24. Oktober 1973 in Bochum beim 3:0-Sieg über Dänemark.

## Nach dem Fußball
In Hemmingen-Westerfeld, einem südlichen Vorort von Hannover, unterhielt der als zurückhaltender Mensch bekannte Klaus Wunder mit seiner Frau Ines von 1982 bis 2019 ein Squash- und Tenniscenter mit angeschlossener Gastronomie.
Am 16. Januar 2024, wenige Tage nach der Beisetzung seines früheren Mannschaftskameraden Franz Beckenbauer, starb Klaus Wunder, der an Demenz und Parkinson litt und seit Längerem in einem Pflegeheim in Hemmingen lebte, im Alter von 73 Jahren.

## Erfolge
- Europapokalsieger der Landesmeister 1975 (mit dem FC Bayern München)